# کارلوس لت
کارلوس لت (اسپانیایی: Carlos Lett‎؛ ۴ نوامبر ۱۸۸۵ – ۸ مارس ۱۹۵۶) بازیکن فوتبال اهل آرژانتین بود. 

## تیم ملی
وی در تیم ملی فوتبال آرژانتین نیز بازی کرده است.